# چه کسی می‌خواهد یک میلیونر باشد؟

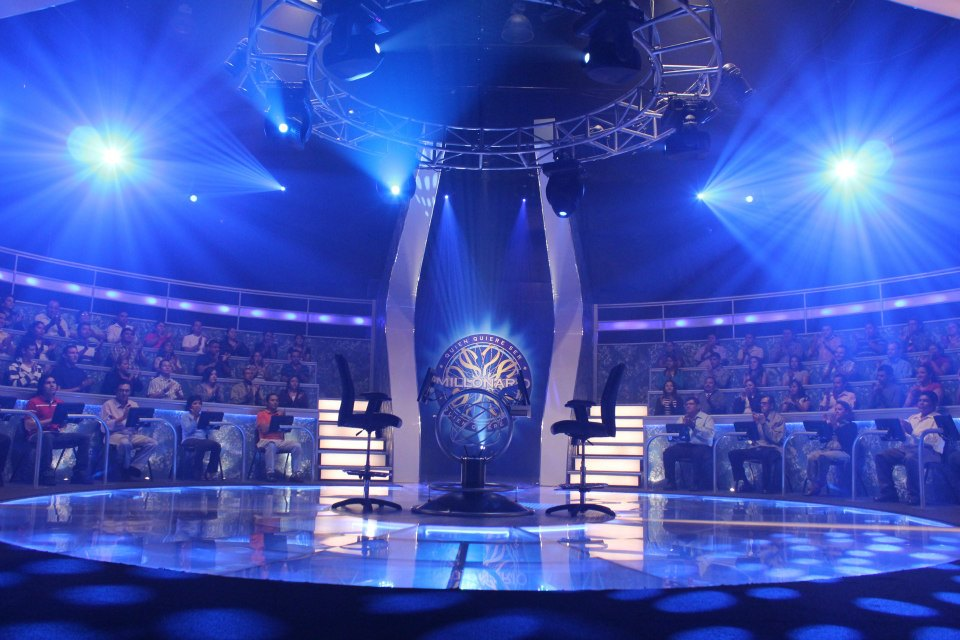
مسابقه چه کسی میخواهد میلیونر باشد

چه کسی می‌خواهد یک میلیونر باشد؟ نام یک مسابقهٔ تلویزیونی است که جوایز نقدی با مبالغ زیاد را در مقابل پاسخ دادن صحیح به یک سری سؤال‌های چند گزینه‌ای که سختی آن‌ها به ترتیب افزایش می‌یابد، می‌پردازد. قالب این برنامه تحت نظر تلویزیون تصاویر سونی است. این برنامه در کشور انگلستان و در سال ۱۹۹۸ به وجود آمد. بیشترین جایزه نقدی این مسابقه یک میلیون پوند است. اکثر انواع بین‌المللی این برنامه مبلغ یک میلیون از واحد پول همان کشور را به عنوان بیشترین جایزه می‌پردازند که در نتیجه مقادیر جایزه بسته به واحد پول هر محل متفاوت است. نسخه ایرانی این مسابقه تحت عنوان «برنده باش» از شبکه ۳ صدا و سیما پخش شده‌است.